# Adam Woliński
Adam Woliński (ur. 1856 w Poznaniu, zm. 1901 tamże) – prawnik polski, adwokat, członek rady miejskiej Poznania, działacz narodowy w Wielkopolsce.

## Życiorys
Ukończył gimnazjum w Poznaniu, studia prawnicze odbył we Wrocławiu. Po aplikacji w Gostyniu i Poznaniu złożył w 1883 egzamin asesorski w Berlinie; rok później powrócił na stałe do Poznania, gdzie wykonywał zawód adwokata. Uzyskał tytuł doktora.
Często przychodziło mu bronić polskich działaczy narodowych i redaktorów pism, oskarżanych w ramach Kulturkampfu, a później działalności Hakaty. Występował m.in. w procesie Józefa Kościelskiego. W 1896 w Międzyrzeczu uzyskał wyrok uniewinniający dla większości Polaków oskarżonych o pobicie komisarza von Carnego, udowodniwszy problemy alkoholowe rzekomo poszkodowanego. W 1901 był jednym z obrońców w procesie dzieci z Wrześni o udział w głośnym strajku szkolnym.
W latach 1891–1896 był członkiem rady miejskiej Poznania. Występował także jako radca prawny Banku Kwilecki-Potocki, a w 1894 był wśród założycieli rolniczej spółki parcelacyjnej, której działalność miała zapobiec wykupywaniu ziemi z rąk polskich przez osadników niemieckich. Kilkakrotnie zwracał na siebie uwagę wystąpieniami na wiecach polskich, m.in. 28 czerwca 1899 w proteście przeciw karaniu osób prywatnych udzielających lekcji języka polskiego.
Był żonaty z Heleną Anną z Wituskich (1869-1909), córką pedagoga Leona Wituskiego.